# Lycien
Pour les articles homonymes, voir Genévrier lycien.
Le lycien est une langue de la famille indo-européenne, de la branche des langues anatoliennes, des Ve et IVe siècles av. J.-C., essentiellement connue par une stèle découverte à Xanthe par l'archéologue français Charles de Linas[réf. nécessaire] et portant une inscription trilingue en grec, araméen et lycien. Dérivée du louvite, on en distingue généralement deux formes :
- le milyen ou lycien B, plus archaïque et ayant gardé de nombreux traits du louvite, connu par un nombre réduit d'inscriptions ;
- le lycien ordinaire ou lycien A, plus récent, formant la majorité des inscriptions.

Cette langue est attestée sur la côte sud de la Turquie moderne et ne s'est éteinte, supplantée par le grec, qu'au Ier siècle av. J.-C.. Elle utilise son propre alphabet, l'alphabet lycien (en), qui est un dérivé de l'alphabet grec.

## Sources
Le lycien est attesté par diverses sources, et notamment :
- Des noms de personnes et de lieux dans des sources grecques.
- 172 inscriptions sur pierre utilisant l'alphabet lycien (en) datées entre la fin du Ve et la fin du  IVe siècle av. J.-C., dont 150 inscriptions funéraires gravées sur des tombes en pierre et 20 inscriptions votives ou dédicatoires.
- Une centaine d'inscriptions sur des pièces de monnaie provenant de Xanthe et datant de la période allant du règle de Kuprili (485–440 avant J.-C.) à celui de Pericle (380–360 avant J.-C.).
- La stèle trilingue (en) du Létoon de Xanthos, en lycien A, grec et araméen[1].
- La stèle bilingue de Xanthos (en), gravée sur la partie supérieure d'une tombe à Xanthe, célébrant les campagnes militaires du possesseur le tombe, un certain Kheriga. Un exposé historique en lycien A recouvre les faces dites sud et nord. Le côté nord contient également un poème de 12 lignes en grec et un texte additionnel, en lycien B (il s'agit de l'une des rares attestations du lycien B). Le nombre total de lignes sur la stèle est de 255, dont 243 en lycien et 12 en grec[2].

L'ensemble des sources couvre une durée de 170 ans environ, entre environ 500 et 330 avant J.-C.

### Textes
- (la) Ernest Kalinka, Tituli Lyciae lingua Lycia conscripti, Vienne, 1901
- (de) Günter Neumann, Neufunde Lykischer Inschriften seit 1901, Vienne, 1979
- H. Craig Melchert, « Lycian corpus », 2001 (consulté le 17 novembre 2011)